# 经济结构调整
经济结构调整（英語：economic restructuring），又称经济转型，广义上可用于指经济体中产业组成部分的转变，在西方通常指城市地区的经济基础从制造业向服务业转移的现象。它对城市和地区的生产能力和竞争力具有深远的影响。这种转变影响的范围有：人口特征，包括收入分配、就业和社會階層；体制安排，包括法人團體的成长、专业生产者服务、资本流动、非正规经济、非标准工作和公共支出；以及地理间隔，包括世界城市的兴起、空间错位以及大城市增长差异。

## 人口影响
社会学家薩斯基雅·薩森认为，随着城市制造业工作机会丧失、服务业的增长，当服务业中高层次、高收入专业工作岗位增加，同时低工资岗位也增加（低技能工作，通常由移民和少数族裔担任），社会阶层分化程度就会扩大。工资结构最终发展为“中部缺失”。这种社会两极分化的影响包括美国大城市中贫困的日益集中、美国大城市中黑人和西班牙裔人口的日益集中，以及独特的社会形式，如下层阶级、非正规经济和企业家移民社区。此外，制造业的衰落还导致了蓝领工人的紧张情况，他们承受着长期失業、经济不稳定以及全球经济的资本外逃导致的经济停滞局面。 制造业工作的工资和工会化率也下降了。另一个定性层面涉及就业供应的女性化，越来越多的妇女通常从服务业部门进入劳动力大军。
成本和收益都与经济结构调整有关。更高的效率、就业机会的创造、士紳化和国家竞争力的增强与社会排斥和包容有关。低技能、低收入人口可能丧失机会、充分的社会参与，缺少进入劳动力市场和学校的机会，在住房市场中处于劣势，政治参与有限，文化融合受限。相反，高技能、高收入的专业人员可以利用现代化的便利设施、社会参与和公共资源，享受到社会包容。
此外，社会学家威廉·朱利叶斯·威尔逊（William Julius Wilson）认为，制造业就业的去工業化加剧了贫穷的非裔美国人群体的失业，这与单身母亲家庭的增加、高过早死亡率以及非裔美国男性的监禁率增加有关。随着一些非裔美国人通过平权行动以及对教育和僱傭机会平等制裁来获得职业的向上流动，而没有这种机会的非裔美国人会被遗落。由于全球经济结构调整，而政府未对弱势群体作出回应，这在非裔美国人中造成了越来越大的经济阶级分化。此外，威尔逊认为，随着黑人中產階級离开以黑人为主的内城社区，非正式的就业信息网络受到侵蚀。这使贫困的内城居民与劳动力市场被隔离开来，加剧了这些地区的贫困、福利依赖、失业率上升和人身隔离。
城市青年也受到了影响，例如在纽约市。教育、医疗保健和社会服务的衰退，以及受教育和受到培训不足的人的工作匮乏，加上户外活动和娱乐的公共环境的衰落，都导致自主户外活动、供年轻人逛街的场所减少。而这会反过来影响他们的整体运动能力发展、文化积累和身份建构。儿童成为依赖电视和其他媒体陪伴的家庭囚徒。当代的城市环境限制了儿童在同伴文化中结识、协商或获得必要社交技能的机会。总体而言，近年来，由于全球重构，其生态受到了侵蚀。

## 制度安排
当1973年石油危机撼动世界资本主义经济时，经济结构调整被用来在地理上重新分布生产、消费和居住，以纠正这种情况。全球的城市经济已从商品生产转移到服务生产。运输和通信方面的突破使工业资本的流动性大大提高。不久后，生产者服务业成为第四基本经济部门，常规的低薪服务就业转移到低成本地点，而先进的公司服务则集中在城市。这些技术剧变引起了制度安排变化，特别是在大公司、相关的商业和金融服务、非营利和公共部门企业。纽约和伦敦等全球城市成为国际金融中心和跨國公司总部所在地，这些全球城市提供外汇兑换服务以及外国银行业务和贸易。其他城市成为低工资制造业的地区总部中心。在所有这些城市地区，企业综合体都在增长，提供银行、保险、广告，法律委员会和其他服务功能。经济结构调整可以使市场的规模和能力从区域范围扩大到国家，再到国际范围。
总而言之，这些由改进技术支撑的制度安排反映了企业和经济过程的相互联系和国际化。其结果是，资本、商品和人员迅速跨境流动。管制模式从工业时代福特制和泰勒化开始，然后发展为凯恩斯主义经济政策的大众消费，再通过国际竞争演变为差异化和专业化的消费。此外，在劳动力市场中，非标准工作安排以兼职、临时代理和合同公司雇用、短期雇用、临时工作和独立签约的形式发展。全球经济变化以及通信和信息系统的技术进步鼓励有竞争力的组织专业化生产，并为特定项目迅速组建临时工团队。因此，标准、稳定的就业规范于1970年代中期开始瓦解。
制度安排的另一个转变涉及公共资源。随着经济结构的调整鼓励高科技服务和知识型经济的发展，大量的公共撤资产生了一些后果。美国许多地区和工业化的西方国家中，住房、学校、社会福利、教育、职业培训、就业岗位创造、育儿、娱乐和开放空间方面的公共支出急剧下降。为了弥补这些不足，私有化被用作一种合适的措施。尽管私有化一定程度上改善了服务生产，但却会减少公共责任，并增加资源分配的不平衡性。随着公共服务私有化的改革，新自由主義已成为经济结构调整的意识形态平台。自由市场经济理论瓦解了凯恩斯主义和集体主义者的战略，并促成了1980年代的里根和撒切尔政治。从华盛顿特区到伦敦再到莫斯科，自由贸易、劳动力弹性化和资本外逃很快发生。此外，经济结构调整需要分权，州政府将权力下放至地方政府。联邦政府主要关注战争、福利等问题，而地方政府则关注生产力。城市政策反映了这种市场导向的转变，即从曾经支持政府职能转变为现在为企业背书。

## 地理影响
随着经济结构的调整，城市景观，尤其是美国的城市景观，发生了巨大变化。巴爾的摩、底特律、圣路易斯等城市面临人口流失，导致成千上万的房屋、空置建筑物的废弃和地块空置，导致都市衰退。这种转变阻碍了城市规划和振兴，加剧了毒品活动和流浪等不良现象。 美国的旧式、紧凑型工业城市被认为已过时。城市空间成为城市贵族们的游乐场，成为低薪服务工人的荒地，并成为地下经济的场所。在某些地区，士紳化项目导致贫困居民流离失所。太陽帶城市（例如迈阿密和亚特兰大）成为主要的商业中心，而冰雪带城市（例如水牛城和扬斯敦）则衰落。 甚至住房市场也对经济结构作出了反应，住房存量下降，房价上涨，税基耗尽，融资变化，联邦政府对住房的支持减少。不久后，富人和穷人家庭之间的空间分化加剧。此外，伴随中心城市蓝领工作的转移、地理上根深蒂固的住房歧视以及郊区土地使用政策的影响，内城的非洲裔美国年轻人成为空间错位的受害者，那里的住所只能提供较弱和甚至负的就业增长，而且他们通常缺乏在大城市内部流动的机会。高阶服务是工业化世界中不断扩展的部门，其空间集中在相对少数的大都市地区，尤其是在郊区办公区。

## 含义
从文化上讲，经济结构调整常被与後現代性相提并论，作为后者的关于弹性积累（flexible accumulation）的另一方面。此外，该术语还带有三个核心主题：历史性、激进地进入后工业经济秩序过程中的撕裂；经济力量高于社会/政治力量；流程独立于人的意志、结构高于代理，因为其发生遵循的是经济逻辑（Logan＆Swanstrom，1990）。此外，经济结构调整表现出西方国家日益复杂和人力资本密集的现代社会。